# Marza-Souza
Marza-Souza (grec : Ἀπολλωνία (Apollōníā), arabe : سوسة) est une ville et une station balnéaire du district d'Al Jabal al Akhdar, dans le nord-est de la Libye.
Marza-Souza se dresse près des ruines d'Apollonie de Cyrène. La ville abrite le musée d'Apollonie. Elle est située à environ 30 km au nord-est d'El Beïda.

## Source
- (en) Cet article est partiellement ou en totalité issu de l’article de Wikipédia en anglais intitulé « Susa, Libya » (voir la liste des auteurs).